# Valerius Flaccus
Valerius Flaccus (Kr. u. 45 körül – Kr. u. 90 körül) ókori római költő. Csonkán fennmaradt Argonautica című eposzáról ismert.

## Élete és műve
Életéről keveset tudni, működésének virágkora Kr. u. 70 és 80 közé esik. 90 előtt hunyt el Domitianus római császár uralkodása idején, haláláról Marcus Fabius Quintilianus emlékezik meg.
A görög és római költők által kedvelt Argonauták hadjáratát választotta tárgyul Argonautica című eposzához, amelyet Apollóniosz Rhodioszt szabadon utánozva, 8 könyvben írt meg. A költemény igen megrongált alakban, és hézagosan (a 8. ének befejezése hiányzik) maradt fenn. Előadása szónoki élénkséget és szóbőséget mutat, a jellemzésekre és lélektani indokolásokra való nagyobb törekvés nélkül. A merész alakzatok használata, a kifejezések mesterkélt tömörsége, a világosság és az arányosság rovására esik.

## Magyar nyelvű fordítás
- Argonauticon. Cajus Valerius Flaccus hőskölteménye; ford., jegyz., névmutató, térkép, Fábián Gábor; Aigner, Pest, 1873